# Leuchtenbergia
Leuchtenbergia é um gênero botânico da família cactaceae.

## Galeria

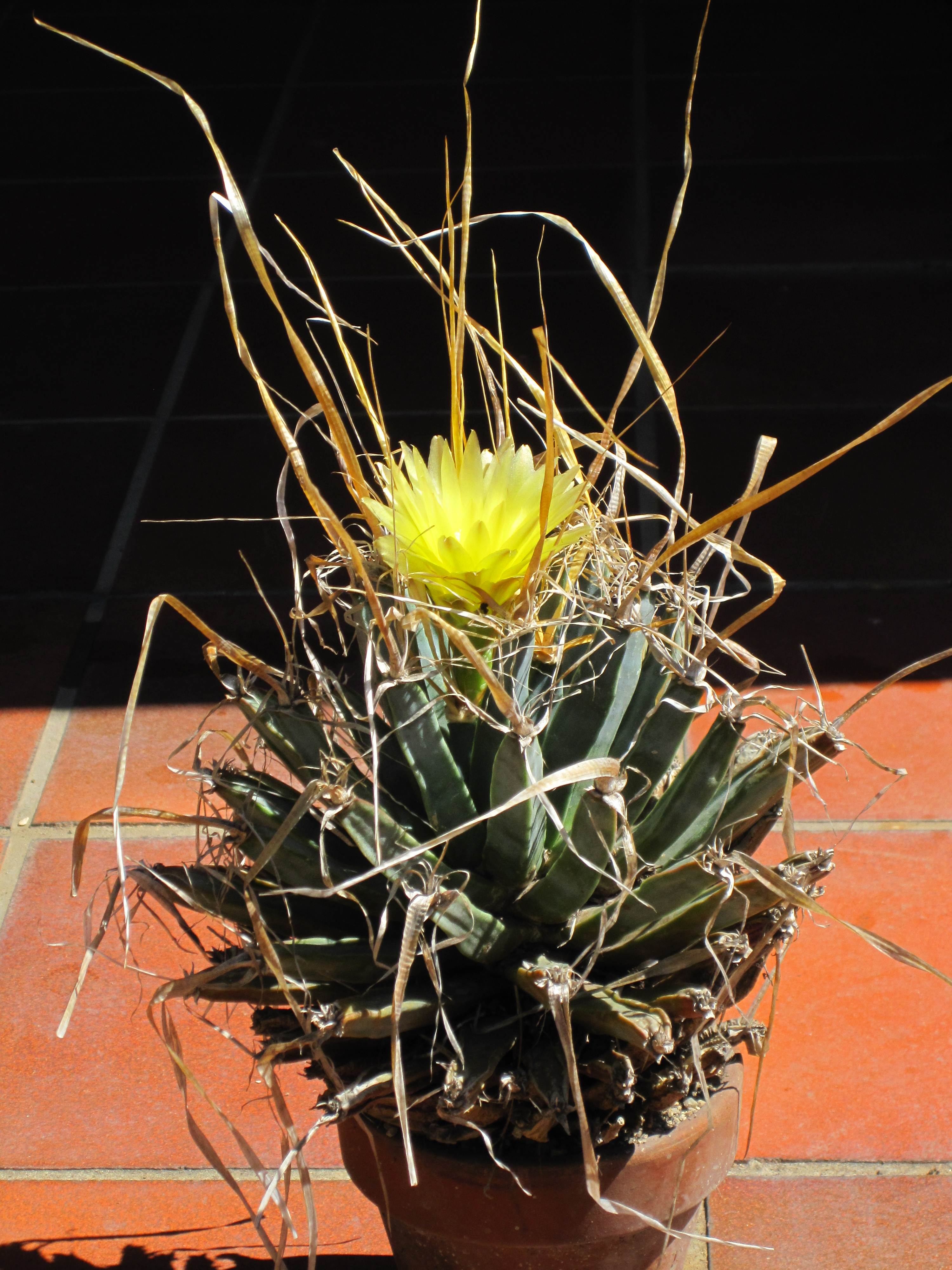
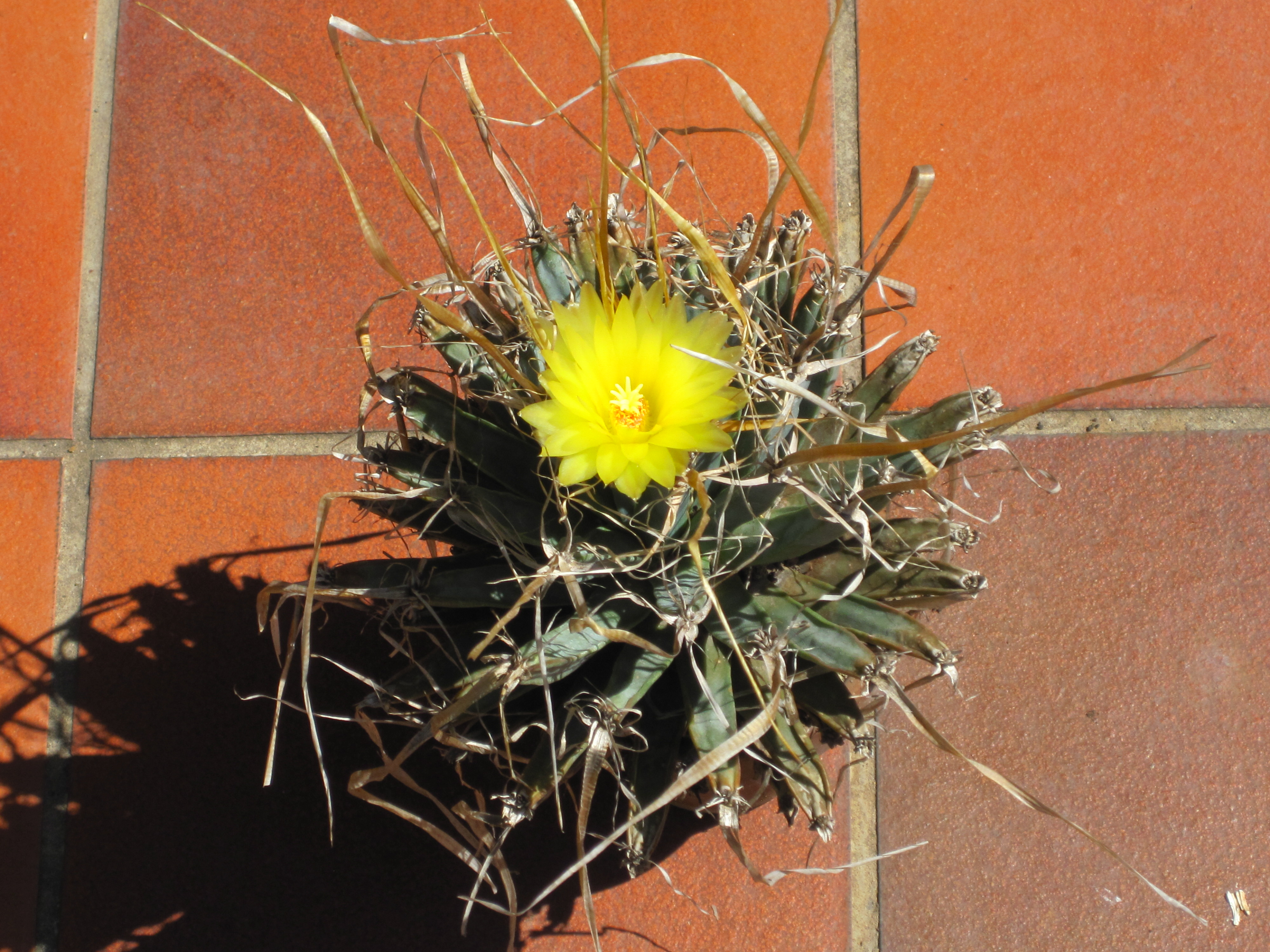
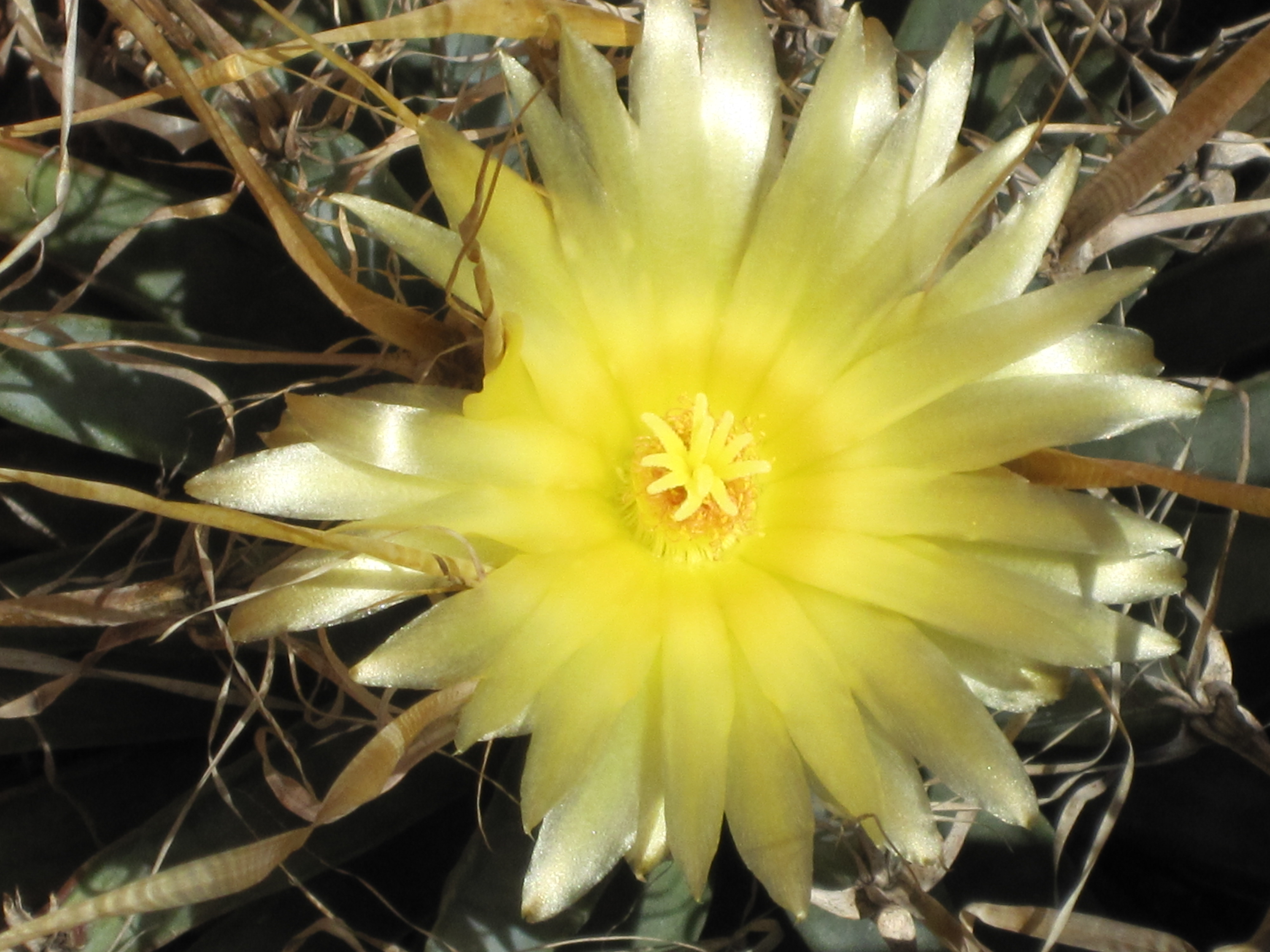
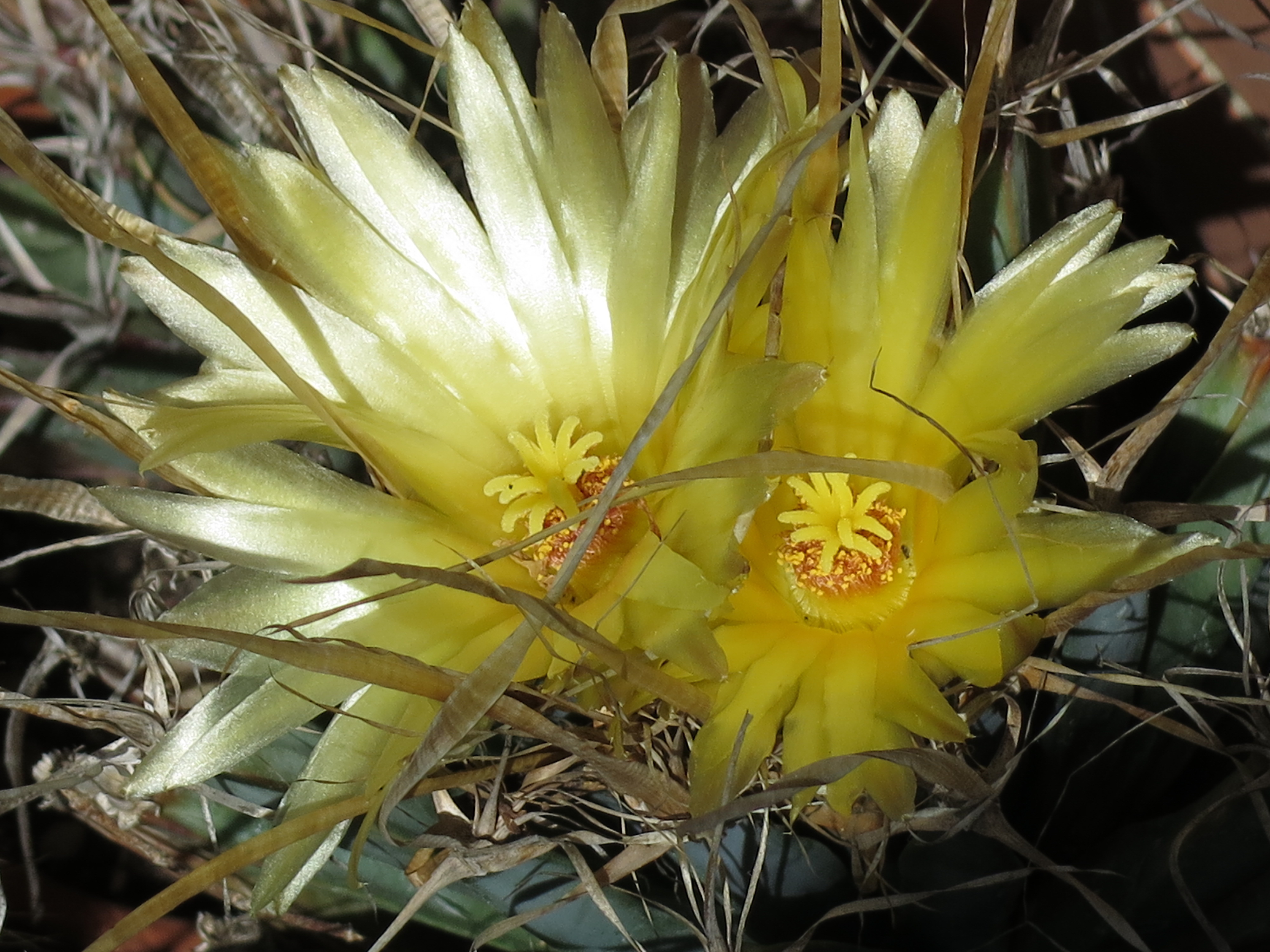
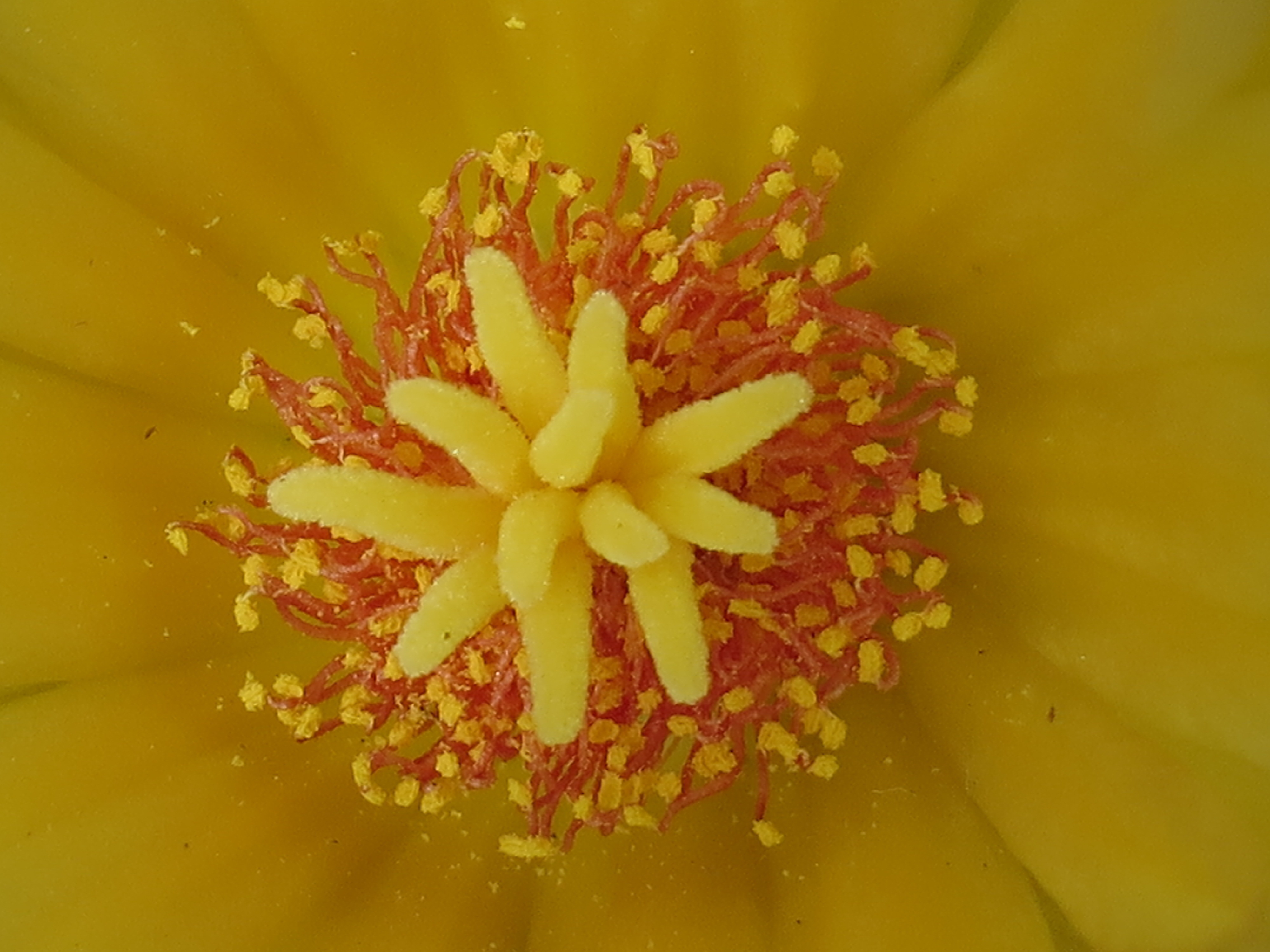
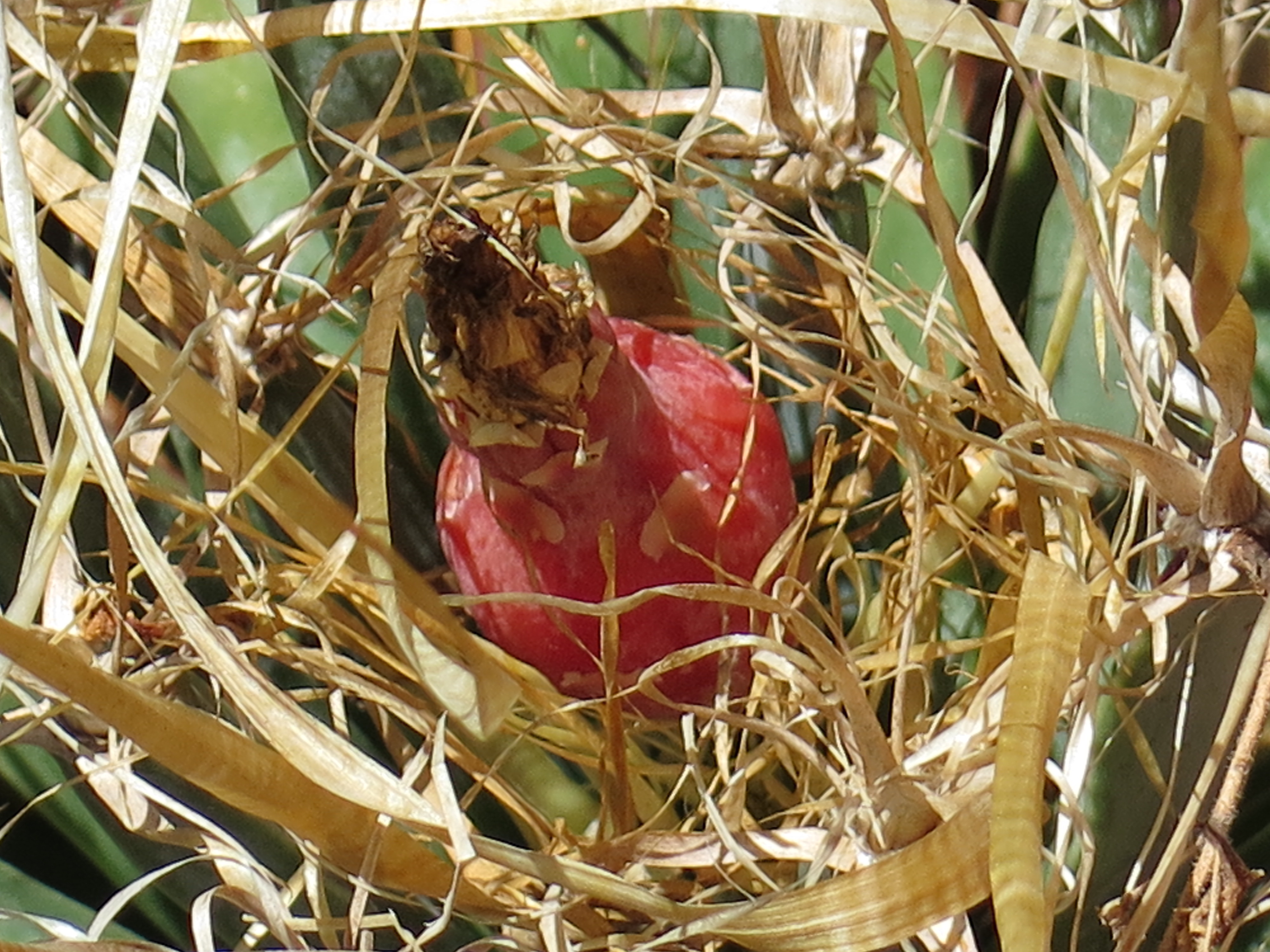

Leuchtenbergia principis